# 毛拉韦
毛拉韦（阿拉伯语：‎），又譯毛勒韦、毛尔韦，是一個用於给予尊敬的伊斯兰教頭銜，用於給予穆斯林学者或烏理瑪，放在他们的名字之前。毛拉韦类似于毛拉纳、穆拉或谢赫等頭銜。
在安納托利亞的科尼亞，存在一個土耳其毛拉韦兄弟會，由波斯的蘇非主義詩人鲁米建立。

## 參閲
- 伊斯蘭教詞彙列表

## 外部連結
- Mawlawīyah-Sufi order-Britannica （页面存档备份，存于）